# Earl of Desmond
Earl of Desmond (irisch Iarla Deasmumhan) ist ein erblicher britischer Adelstitel, der viermal in der Peerage of Ireland geschaffen wurde.

## Verleihungen, nachgeordnete und weitere Titel
In erster Verleihung wurde der Titel 22. August 1329 für Maurice FitzGerald, 4. Baron of Desmond geschaffen, der bereits den 1259 in der Peerage of Ireland geschaffenen Titel Baron Desmond führte. In Folge der Desmond-Rebellionen wurden die Titel dem 14. Earl 1582 wegen Hochverrats aberkannt.
In zweiter Verleihung wurde der Titel am 1. Oktober 1600 zusammen mit dem nachgeordneten Titel Baron Inchiquin für James FitzGerald geschaffen. Er war der Sohn des letzten Earls erster Verleihung. Die Titel erloschen bei seinem Tod am 7. November 1601.
In dritter Verleihung wurde der Titel am 11. Juli 1619 zusammen mit dem nachgeordneten Titel Baron Dunmore für Richard Preston, 1. Lord Dingwall geschaffen. Ihm war bereits 1609 in der Peerage of Scotland der Titel Lord Dingwall verliehen worden. Da der Earl keine Söhne, sondern nur eine Tochter, Lady Elizabeth Preston, hatte, erwirkte er am 7. November 1622 eine königliche Urkunde, die versprach, dass sein Earlstitel bei seinem Tod an seinen designierten Schwiegersohn Hon. George Feilding, einen jüngeren Sohn des 1. Earl of Denbigh, verliehen werden solle. Diesem wurden daraufhin am 22. November 1622, ebenfalls in der Peerage of Ireland, die Titel Viscount Callan, of Callan in the County of Kilkenny, und Baron Fielding, of Lecaghe in the County of Tipperary, sowie eine Anwartschaft auf den Titel Earl of Desmond verliehen, für den Fall, dass der Earl ohne männliche Nachkommen sterbe. Als der Earl schließlich am 28. Oktober 1628 starb, erloschen seine Titel, mit Ausnahme der Lordship Dingwall, die seiner Tochter Elizabeth zufiel. Der Titel des Earl of Desmond wurde am selben Tag in vierter Verleihung George Feilding, 1. Viscount Callan bestätigt, und dies obwohl dessen Verlobung mit Elizabeth inzwischen aufgehoben worden war. Elizabeth heiratete stattdessen 1629 James Butler, 1. Duke of Ormonde. Feildings Sohn, der 2. Earl, erbte 1675 auch den am 14. September 1622 Titel geschaffenen Titel Earl of Denbigh, nebst der nachgeordneten Titel Viscount Feilding und Baron Feilding, of Newnham Paddox in the County of Warwick (beide geschaffen am 30. Dezember 1620) und dem am 2. Februar 1664 geschaffenen Titel Baron St. Liz. Alle vier Titel gehören zur Peerage of England. Die Titel sind seither vereinigt.

## Liste der Barone und Earls of Desmond

Wappen der Earls of Desmond (erster und zweiter Verleihung)

### Barone Desmond (1259)
- John FitzGerald, 1. Baron Desmond († 1261)
- Thomas FitzGerald, 2. Baron Desmond († 1298)
- Thomas FitzGerald, 3. Baron Desmond (1290–1307)
- Maurice FitzGerald, 4. Baron of Desmond († 1356) (1329 zum Earl of Desmond erhoben)

### Earls of Desmond, erste Verleihung (1329)
- Maurice FitzGerald, 1. Earl of Desmond († 1356)
- Maurice FitzGerald, 2. Earl of Desmond (1336–1358)
- Gerald FitzGerald, 3. Earl of Desmond († 1398)[1]
- John FitzGerald, 4. Earl of Desmond († 1399)
- Thomas FitzGerald, 5. Earl of Desmond (um 1386–1420)
- James FitzGerald, 6. Earl of Desmond († 1463)
- Thomas FitzGerald, 7. Earl of Desmond († 1468)
- James FitzGerald, 8. Earl of Desmond (1459–1487)
- Maurice FitzGerald, 9. Earl of Desmond († 1520)
- James FitzGerald, 10. Earl of Desmond († 1529)
- Thomas FitzGerald, 11. Earl of Desmond (1454–1534)
- James FitzGerald, 12. Earl of Desmond († 1540)
- James FitzGerald, 13. Earl of Desmond († 1558)
- Gerald FitzGerald, 14. Earl of Desmond (um 1533–1583) (Titel 1582 verwirkt)

### Earls of Desmond, zweite Verleihung (1600)
- James FitzGerald, 1. Earl of Desmond (1571–1601)

### Earls of Desmond, dritte Verleihung (1619)
- Richard Preston, 1. Earl of Desmond († 1628)

Wappen der Earls of Desmond (vierter Verleihung)

### Earls of Desmond, vierte Verleihung (1622)
- George Feilding, 1. Earl of Desmond († 1666)
- William Feilding, 3. Earl of Denbigh, 2. Earl of Desmond (1640–1685)
- Basil Feilding, 4. Earl of Denbigh, 3. Earl of Desmond (1668–1717)
- William Feilding, 5. Earl of Denbigh, 4. Earl of Desmond (1697–1755)
- Basil Feilding, 6. Earl of Denbigh, 5. Earl of Desmond (1719–1800)
- William Feilding, 7. Earl of Denbigh, 6. Earl of Desmond (1796–1865)
- Rudolph Feilding, 8. Earl of Denbigh, 7. Earl of Desmond (1823–1892)
- Rudolph Feilding, 9. Earl of Denbigh, 8. Earl of Desmond (1859–1939)
- William Feilding, 10. Earl of Denbigh, 9. Earl of Desmond (1912–1966)
- William Feilding, 11. Earl of Denbigh, 10. Earl of Desmond (1943–1995)
- Alexander Feilding, 12. Earl of Denbigh, 11. Earl of Desmond (* 1970)

Titelerbe (Heir Apparent) ist der Sohn des aktuellen Titelinhabers, Peregrine Feilding, Viscount Feilding (* 2005).